# Hypena ella
Hypena ella là một loài bướm đêm trong họ Erebidae.